# Josep Antoni Borrell i Borgonyó
Josep Antoni Borrell i Borgonyó (Sabadell, 1756-1828) va ser un fabricant tèxtil català.
Borrell fou també el propietari dels terrenys en què el 1857 els seus hereus van construir el vapor d'en Borrell. Va ser alcalde interí de Sabadell el 1809, nomenat pel municipi per ocupar la vacant deixada per la mort de Bartomeu Salt Amat, el primer alcalde nomenat per la Junta Superior de Catalunya durant la Guerra del Francès. Cap a mitjan segle XIX Sabadell li dedicà un carrer.